# 护国永光寺
护国永光寺，俗称东塔永光寺，位于中国辽宁省沈阳市大东区东塔街2号，原是一座藏传佛教格鲁派寺院。现寺院已无存，仅存东塔。

## 历史
护国永光寺于清朝崇德八年（1643年）始建。该寺是当时盛京城东、西、南、北四塔四寺之一。寺内碑文记载：“盛京四面各建庄严宝寺，每寺大佛一尊，左右佛二尊，菩萨八尊，天王四位，浮图一座，东为慧灯朗照，名曰永光寺；南为普安众庶，名曰广慈寺；西为虔祝圣寿，名曰延寿寺；北为流通正法，名曰法轮寺。”当时这四塔高度统一为33米，每座塔的占地面积均为225平方米。
清朝乾隆帝为四寺题写了匾额，悬挂在四寺的大殿上。其中，永光寺为“慈育群灵”，延寿寺为“金粟祥光”，广慈寺为“心宏彼岸”，法轮寺为“金镜周圆”。
永光寺的寺院早已无存，仅存寺内的东塔。东塔位于今沈阳市大东区东塔街与长安路的交汇处，西临南运河。东塔于1985年修复，并辟为东塔公园。园内修复两座碑亭，铺装仿青砖板路，栽种了松柏。1985年3月15日，“东塔”被公布为沈阳市文物保护单位。2003年3月20日，辽宁省人民政府公布东塔为辽宁省文物保护单位，属于“沈阳东、南、北塔（含法轮寺）”，并在东塔前立有写着“沈阳东塔”的文物保护单位牌。
2005年底，中共沈阳市委、沈阳市人民政府决定将“四塔”移交给宗教界管理。四塔中，北塔法轮寺于2003年经辽宁省宗教局批准恢复为对外开放的藏传佛教活动场所；其余三塔及寺则一直由市、区文物部门或城管部门管理。

## 建筑
2011年，对东塔进行了改造，拆除东塔公园附近的违章建筑，并改建为绿地。同时，公园北侧围墙恢复为和东塔相协调的明清式围墙。